# 仁杉巌
仁杉 巌（にすぎ いわお、1915年〈大正4年〉5月7日 - 2015年〈平成27年〉12月25日）は、日本の鉄道技術者、実業家。第9代日本国有鉄道（国鉄）総裁（在任1983年 - 1985年）。東京市牛込区（現在の新宿区西五軒町）生まれ、静岡県駿東郡清水町育ち。晩年は杉並区永福に在住した。

## 来歴・人物
1938年4月東京帝国大学工学部土木工学科を卒業、鉄道省入省。国鉄技師として長年勤め、1965年4月15日常務理事に就任した。この間1954年には信楽線の第一大戸川橋梁復旧の際、日本初の本格的なプレストレスト・コンクリート橋を採用し橋梁技術に革新を起こした。1966年には新幹線建設の功績より、紫綬褒章を受章、1968年4月に一旦国鉄を退く。
1971年6月1日顧問として西武鉄道に入社、同年11月1日取締役に選任され、専務取締役に就任、その後副社長となる。1979年10月日本鉄道建設公団総裁に就任。1983年12月2日には第9代国鉄総裁となる。当初は国鉄分割民営化に賛同するが、労働組合の反発を受けたため独自の国鉄再建による、非国鉄分割民営化方針へ転じた。これにより政府内で孤立し、1985年6月24日に辞任した。
なお、実家である土建業（当時は娘婿経営）が国鉄関連工事の孫請けに加担していたと疑われ、結局受注金額などで国鉄法違反にはならなかったものの、これによって多くの議員から批判を浴びたのも総裁辞任の一因とされる。
1985年8月西武鉄道グループに顧問として復帰。1986年6月に西武鉄道代表取締役副社長、1987年4月から1998年7月まで西武ライオンズのオーナー代行、1988年3月にエフエム埼玉（現・エフエムナックファイブ）の代表取締役社長、翌1989年1月から1996年まで西武鉄道代表取締役社長。退任後は同社代表取締役相談役を務め、1998年6月末に退職した。
1988年勲一等瑞宝章受章。
2013年現在、極東鋼弦コンクリート振興（FKK）の取締役最高顧問であったが、2015年のインタビューでは100歳を機にエフエムナックファイブ相談役以外の役職は退いたと述べている。
2015年5月7日に満100歳の誕生日を迎えたが、同年3月には講演をおこない、5月には相談役を務めるエフエムナックファイブの番組でインタビューが放送されるなど、対外的な活動を継続していた。同年のインタビューでは、元気の秘訣は「特になにもありません」と述べ、大病をした経験がないこと、今でも仕事に関する本を読んでいることを明かしていた。
国鉄最後の総裁杉浦喬也が2008年に死去して以来、国鉄総裁経験者最後の存命者であった。2015年（平成27年）12月25日、東京都渋谷区の病院にて肺炎のため亡くなった。100歳没。

## 著作
- 『挑戦 鉄道とコンクリートと共に六〇年』（交通新聞社、2003年） ISBN 4-330-76803-8

そのほか、監修の鉄道工程書籍多数。